# Theridion clypeatellum
Theridion clypeatellum är en spindelart som beskrevs av Albert Tullgren 1910. Theridion clypeatellum ingår i släktet Theridion och familjen klotspindlar. Inga underarter finns listade i Catalogue of Life.